# Challenger de Tenerife III 2024
El torneo Tenerife Challenger III 2024 fue un torneo de tenis perteneció al ATP Challenger Tour 2024 en la categoría Challenger 75. Se trató de la 7.ª edición; el torneo tuvo lugar en la isla de Tenerife (España), desde el 5 hasta el 11 de febrero de 2024 sobre pista dura al aire libre.

## Jugadores participantes del cuadro de individuales
| Favorito | País                                  | Jugador            | Rank1 | Posición en el torneo |
| -------- | ------------------------------------- | ------------------ | ----- | --------------------- |
| 1        | Bandera de Hungría                    | Zsombor Piros      | 1110  | Primera ronda         |
| 2        | Bandera de los Países Bajos           | Jesper de Jong     | 143   | Baja                  |
| 3        | Bandera de España                     | Pablo Llamas Ruiz  | 148   | Primera ronda, retiro |
| 4        | Bandera de Austria                    | Filip Misolic      | 159   | Segunda ronda         |
| 5        | Bandera de la República Popular China | Yunchaokete Bu     | 180   | Semifinales           |
| 6        | Bandera de Italia                     | Matteo Gigante     | 183   | FINAL                 |
| 7        | Bandera de Alemania                   | Rudolf Molleker    | 185   | Primera ronda         |
| 8        | Bandera vacío                         | Ilya Ivashka       | 187   | Primera ronda         |
| 9        | Bandera de España                     | Oriol Roca Batalla | 195   | Primera ronda         |

- 1 Se ha tomado en cuenta el ranking del 19 de febrero de 2024.

### Otros participantes
Los siguientes jugadores recibieron una invitación (wild card), por lo tanto ingresan directamente al cuadro principal (WC):
- Martín Landaluce
- Daniel Mérida
- Richard Zusman

Los siguientes jugadores ingresan al cuadro principal tras disputar el cuadro clasificatorio (Q):
- Raúl Brancaccio
- Hady Habib
- August Holmgren
- Mikhail Kukushkin
- Carlos López Montagud
- Alejandro Moro Cañas

## Campeones

### Individual Masculino
- Mikhail Kukushkin derrotó en la final a  Matteo Gigante por 6–2, 2–0, retiro

### Dobles Masculino
- Sander Arends /  Sem Verbeek derrotaron en la final a  Marco Bortolotti /  Sergio Martos Gornés por 6–4, 6–4